# Haplinis australis
Haplinis australis là một loài nhện trong họ Linyphiidae.
Loài này thuộc chi Haplinis. Haplinis australis được A. David Blest & Cor J. Vink miêu tả năm 2003.